# Trichofiet
Een trichofiet is een sterk behaarde plant, waarbij de haartjes een isolerende functie verzorgen.  Dit is een aanpassing van planten in droge gebieden.
De haartjes houden de luchtlaag vast, wat de transpiratie vermindert en voor een grijze kleur zorgt, zodat het zonlicht gereflecteerd wordt.
Tot deze groep planten behoren bijvoorbeeld Phlomis fructicosa en Ballota acetabulosa. 
Trichofieten omvatten ook de planten die rijk zijn aan etherische oliën, zoals rozemarijn.  De aanwezigheid van de olie verhoogt de osmotische kracht in de plant waardoor het vocht beter kan opgehouden worden.